# أمانة منطقة الحدود الشمالية
أمانة منطقة الحدود الشمالية هي إدارة حكومية لمنطقة الحدود الشمالية بالمملكة العربية السعودية، وهي المسؤولة عن تطوير المنطقة من ناحية توفير الخدمات والتخطيط العمراني وصيانة الطرق وإدارة خدمات الحفاظ على النظافة والبيئة. وهي جهاز مستقل ماليًا وإداريًا.

## الإدارة
الأمين العام لمنطقة الحدود الشمالية هو شمام بن سعيدان الشمري.

## أبرز المهام
- إزالة مخلفات الهدم والبناء.[5]
- صيانة الطرق والأرصفة.[6]
- إزالة الكتابات على الجدران.[7][8]
- الحفاظ على النظافة والبيئة.[9]
- خلال جائحة فيروس كورونا في السعودية تولت الأمانة مسؤولية تطبيق الاجراءات الاحترازية.[10]
- إقامة الجولات التفتيشية على المحلات والمتاجر، وإغلاق المخالف منها.[11][12][13]

## البلديات التابعة
يتبع لأمانة منطقة الحدود الشمالية 12 بلدية، و10 مجالس بلدية.

### قائمة البلديات التابعة لأمانة الحدود الشمالية
- بلدية عرعر
- بلدية رفحاء
- بلدية طريف
- بلدية العويقيلة
- بلدية الشعبة
- بلدية روضة الهباس
- بلدية لينة
- بلدية ابن شريم
- بلدية طلعة التمياط
- بلدية أم خنصر

## وصلات خارجية
- خريطة حدود أمانة منطقة الحدود الشمالية والبلديات التابعة لها، وزارة الشؤون البلدية والقروية والإسكان.
- قائمة وسائل التواصل مع الأمانات، من ضمنها أمانة الحدود الشمالية، جامعة أم القرى.
- نبذة عن منطقة الحدود الشمالية، الإدارة العامة للتعليم بمنطقة الحدود الشمالية.